# Crossopetalum
Crossopetalum ist eine Pflanzengattung aus der Familie der Spindelbaumgewächse (Celastraceae).

## Beschreibung
Crossopetalum sind kahle Bäume oder Sträucher. Die Blätter stehen wechselständig, gegenständig oder in Wirteln, sie sind ganzrandig oder stachlig-gezähnt.
Der Blütenstand ist achselbürtig und sympodial. Die Blüten sind zweigeschlechtig und vierzählig, der Diskus ist ringförmig oder schalenförmig und vierlappig. Die Staubbeutel öffnen sich längs zum Zentrum der Blüte hin, der Fruchtknoten ist vierfächrig, je Fach gibt es eine aufrechtstehende Samenanlage.
Die Frucht ist eine umgekehrt-eiförmige, fleischige Steinfrucht, mit je einem (selten zwei) Samen. Die Samen sind umgekehrt-eiförmig und eiweißreich, die Raphe ist verzweigt.

## Verbreitung
Die Gattung ist beheimatet im tropischen Amerika und auf den Westindischen Inseln, wo sie unter anderem auf Sanddünen in Küstenlage, in Gebüschen und auf kleinen Hügeln vorkommt.

## Systematik
Die Gattung umfasst 26 Arten, darunter:
- Crossopetalum rhacoma Crantz (Syn.:Crossopetalum pallens (Sm.) Millsp.; Myginda pallens Sm.): Sie kommt in Florida, auf den Westindischen Inseln und in Kolumbien vor.[2]